# Hetzles
Hetzles – miejscowość i gmina w Niemczech, w kraju związkowym Bawaria, w rejencji Górna Frankonia, w regionie Oberfranken-West, w powiecie Forchheim, wchodzi w skład wspólnoty administracyjnej Dormitz.
Gmina leży 12 km na południowy wschód od Forchheimu, 10 km na północny wschód od Erlangen i 20 km na północ od Norymbergi.

## Zabytki i atrakcje
- Kościół pw. św. Wawrzyńca (St. Laurentius)